# Schiffswerft Rudolf Meier & Söhne
Die Schiffswerft Rudolf Meier & Söhne war eine 1920 in Hamburg-Altenwerder gegründete Reparaturwerft, die 1984 in Altenwerder Schiffswerft umfirmierte.

## Geschichte
Das Unternehmen begann in Altenwerder mit der Reparatur von Schiffen. Später kamen Schiffsumbauten dazu und ab 1925 entstanden hier auch Neubauten von kleinen Schiffen.

### Bauprogramm
Von 1957 bis in die 1980er Jahre wurden viele kleine Passagierschiffe, Flussfähren, Arbeitsboote, -pontons, Barkassen und Transportschuten für Afrika, vorwiegend für Ghana und Nigeria sowie einige Feuerlöschboote für arabische Länder gebaut. Für BP wurde eine schwimmende Tankstelle gebaut.
So entstanden hier auch das Peilboot Reinhard Woltmann (1954), das Schleppboot Groden (1958) für das WSA Cuxhaven, der Schlepper Luna (1961) für dänische Rechnung und die Barkasse Hein Stahmer(1965) für den Strom- und Hafenbau Hamburg. Mit der Bau-Nummer 130 (Taucherprahm für Tripolis) endeten 1981 die Neubauaktivitäten von Rudolf Meier & Söhne.
1984 firmierte das Unternehmen um in Altenwerder Schiffswerft.

### Umzug an den Reiherstieg
Im Vorfeld des Baus des Containerterminals Altenwerder erfolgte der Umzug an den Reiherstieg.
Hier begann man in den ersten Jahren mit Schiffsumbauten und -reparaturen, ab 1988 folgte eine Erweiterung auf den Stahlbau. Heute gehören neben Schiffsreparaturen besonders die Konstruktion und die Herstellung von Hochwasserschutzsystemen, Sanierung von Wehr- und Schleusenanlagen, Neubau und Sanierung von Pontonanlagen und Sonderkonstruktionen aus Stahl zu den Firmenschwerpunkten.